# Ammerzwiller
Ammerzwiller (in tedesco Ammerzweiler, in alsaziano Ammerzwiller) è ex comune francese di 359 abitanti e comune delegato situata nel dipartimento dell'Alto Reno nella regione del Grand Est.
L'8 ottobre 2015 il comune di Ammertzwiller accetta la fusione con il comune di Bernwiller, ufficializzata con decreto del prefetto del 12 novembre 2015 che entra in vigore dal 1º gennaio 2016. Il nuovo comune prende il nome di Bernwiller ma il suo capoluogo è fissato a Ammertzwiller.

## Simboli
Lo stemma comunale riproduce l'antica chiesa gotica distrutta durante la prima guerra mondiale.

## Società

### Evoluzione demografica
Abitanti censiti